# Dindon noir de Norfolk
Le dindon noir de Norfolk est une race de dindons domestiques, originaire d'Angleterre dans le comté de Norfolk, élevée pour sa chair.

## Histoire et description
Les premiers dindons ont été rapportés d'Amérique par les Espagnols au début du XVIe siècle ; c'est pourquoi le dindon noir de Norfolk est appelé aussi « noir espagnol » en Angleterre (Black Spanish). Cette race plutôt légère est issue de croisements d'autres dindons noirs continentaux, notamment du dindon noir de Sologne. C'est la race de dindon la plus ancienne du Royaume-Uni. Fréquente en Angleterre, elle figure parmi les races reconnues par le British Poultry Standard. Elle est en revanche considérée comme rare aux États-Unis, où elle a été reconnue par l'American Poultry Association en 1874.
Le plumage de ce dindon est d'un noir lustré aux reflets métalliques. Le bec est noir et les caroncules rouges et bien développées. Les tarses sont bleuâtres et rougissent avec l'âge. Ses œufs sont crèmes ou légèrement brunâtres avec des taches. C'est un dindon de petite à moyenne taille, puisque le mâle n'excède pas les 10,5 kg, et la dinde, les 6,3 kg.